# Madre (filme de 2017)
Madre é um filme de drama de 2017 dirigido por Rodrigo Sorogoyen. Estreado no Festival de Cinema de Málaga, tambémf foi exibido no Festival Internacional de Cinema de Toronto de 2017. Venceu, nos Prêmios Goya, a categoria de Best Fictional Short Film, e foi nomeado para o Óscar 2019 na categoria de Melhor Curta-metragem.